# Rabarbar Delavaya
Rabarbar Delavaya (Rheum delavayi Franch.) – gatunek rośliny z rodziny rdestowatych (Polygonaceae Juss.). Występuje naturalnie w Nepalu, Bhutanie oraz południowych Chinach (w zachodnim Syczuanie oraz północnym Junnanie). 

## Morfologia
PokrójBylina dorastająca do 15–30 cm wysokości. Pędy mają purpurową barwę.
LiścieIch blaszka liściowa jest lekko skórzasta i ma kształt od podłużnie eliptycznego do owalnie eliptycznego. Mierzy 3–6 cm długości oraz 2,5–5 cm szerokości, jest całobrzega, o niemal sercowatej nasadzie i tępym wierzchołku. Ogonek liściowy jest nagi, ma purpurową barwę i osiąga 3–5 cm długości. Gatka jest błoniasta.
KwiatyZebrane w wiechy, rozwijają się na szczytach pędów. Listki okwiatu mają eliptyczny kształt i czerwonopurpurową barwę, mierzą 2–3 mm długości.
OwoceMają sercowato okrągławy kształt, osiągają 8–9 mm długości.

## Biologia i ekologia
Rośnie w zaroślach, na łąkach oraz terenach skalistych. Występuje na wysokości od 3000 do 4800 m n.p.m. Kwitnie od czerwca do lipca.